# دهستان شاپا
دهستان شاپا (به لاتین: Shapa Gewog) یک دهستان در کشور بوتان است که در ناحیهٔ پارو واقع شده‌است.